# Erihippus tingae
L'eriippo (Erihippus tingae) è un mammifero perissodattilo estinto, appartenente agli equidi. Visse nell'Eocene inferiore (circa 54 milioni di anni fa) e suoi resti fossili sono stati ritrovati in Cina. È considerato uno dei più antichi equidi noti.

## Descrizione
Di piccole dimensioni, questo animale è noto solo per parti della mandibola e della mascella. L'aspetto doveva essere simile a quello di altri equidi arcaici, come Eohippus o Sifrhippus. Erihippus era caratterizzato dai primi due molari marcatamente lofodonti, con piccoli paraconuli e metaconuli. Rispetto ad altri generi come il già citato Sifrhippus o Cymbalophus, Erihippus era sprovvisto di cingula linguali sui molari superiori. Numerose altre caratteristiche dentarie distinguevano questo animale da Sifrhippus e Cymbalophus. 

## Classificazione
Descritto per la prima volta nel 2018 sulla base di fossili ritrovati nella formazione Lingcha, nei pressi del villaggio Hetang (regione di Hengdong, provincia di Hunan), in Cina, Erihippus è considerato uno dei più antichi equidi noti, insieme ad altre forme analoghe come Sifrhippus, Cymbalophus, Ghazijhippus e Pliolophus. 
Lo studio del 2018 indica come centro di origine degli equidi l'Europa, durante il passaggio tra il Paleocene e l'Eocene. In breve tempo questi animali si diffusero in Asia orientale (Erihippus), in India (Ghazijhippus), in Europa (Cymbalophus, Pliolophus) e in Nordamerica (Sifrhippus, Eohippus). Tra queste, la linea nordamericana diede origine a una moltitudine di forme tra cui la linea evolutiva che condusse poi alle specie odierne.